# 列奇察區
列奇察區（羅馬化：Rechitskiy rayon）是白俄羅斯東南部戈梅利州的一個區，行政中心為列奇察，面積2,713.95平方公里，2009年人口104,781，人口密度每平方公里38.4人。